# Bhavani
Bhavani és un riu de Tamil Nadu, Índia, el segon més important de l'estat, afluent del riu Kaveri. Té una llargada aproximada de 217 km. Neix a la vall d'Attapadi al districte de Palakkad a l'estat veí de Kerala i desguassa al Kaveri prop de la vila de Bhavani a 11° 27′ N, 77° 41′ E / 11.45°N,77.68°E de 38.646 habitants (al districte d'Erode) al costat del temple de Sangameswarar. Dotze rius menors hi desaigüen entre els quals el Varagar Oriental, el Varagar Occidental, el Kunda, el Siruvani, el Kodungarapallam, el Coonoor, el Moyar el Kartairi i el Noyyal.